# جوسيف فرانك
جوسيف فرانك (بالتشيكية: Josef Frank)‏ هو نقابي وسياسي تشيكي، ولد في 25 فبراير 1909 في التشيك، وتوفي في 3 ديسمبر 1952 في براغ في التشيك. حزبياً، نشط في الحزب الشيوعي التشيكوسلوفاكي. وقد انتخب عضو برلمان.